# 福岡市雁の巣レクリエーションセンター球技場
福岡市雁の巣レクリエーションセンター球技場（ふくおかし・がんのすレクリエーションセンター・きゅうぎじょう）は、福岡県福岡市東区奈多の福岡市雁の巣レクリエーションセンター内にある球技場。
アビスパ福岡が練習場として使用している。施設は福岡市が所有し、公園緑地管理財団が指定管理者として運営管理を行っている。

## 概要
1996年完成。同年からアビスパ福岡が練習場や練習試合などで使用している。
アビスパ福岡が使用する天然芝の球技場3面のほか、ラグビー用ゴールが設置されたクレーコートの球技場が2面、ナイター照明設備のあるクレーコートの球技場1面を擁する。

## 施設概要
- Aコート（アビスパ福岡練習場）、Bコート、Cコート
  - サイズ 68m×105m（天然芝） スタンド 500席（Aコート・Bコートのみ）
- Dコート、その他球技場
  - サイズ 68m×95m（クレー・サッカー） 68m×100m（クレー・ラグビー） スタンド なし
- Eコート（ナイター照明設備つき）
  - サイズ 68m×105m（クレー） スタンド なし

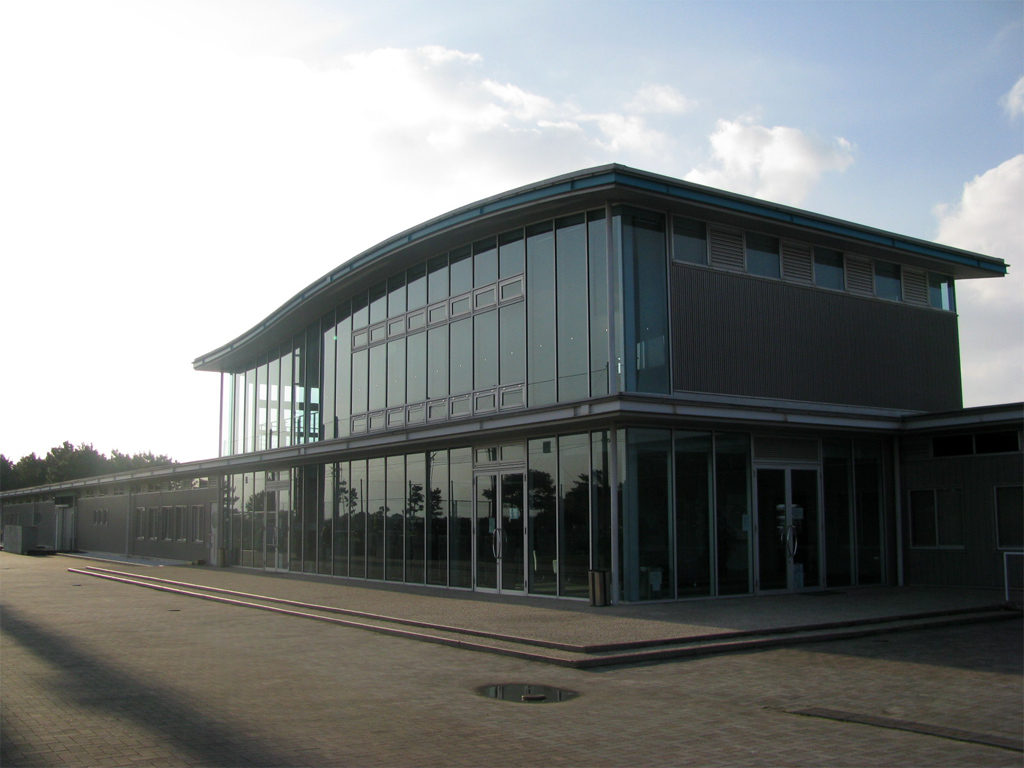
雁の巣クラブハウス
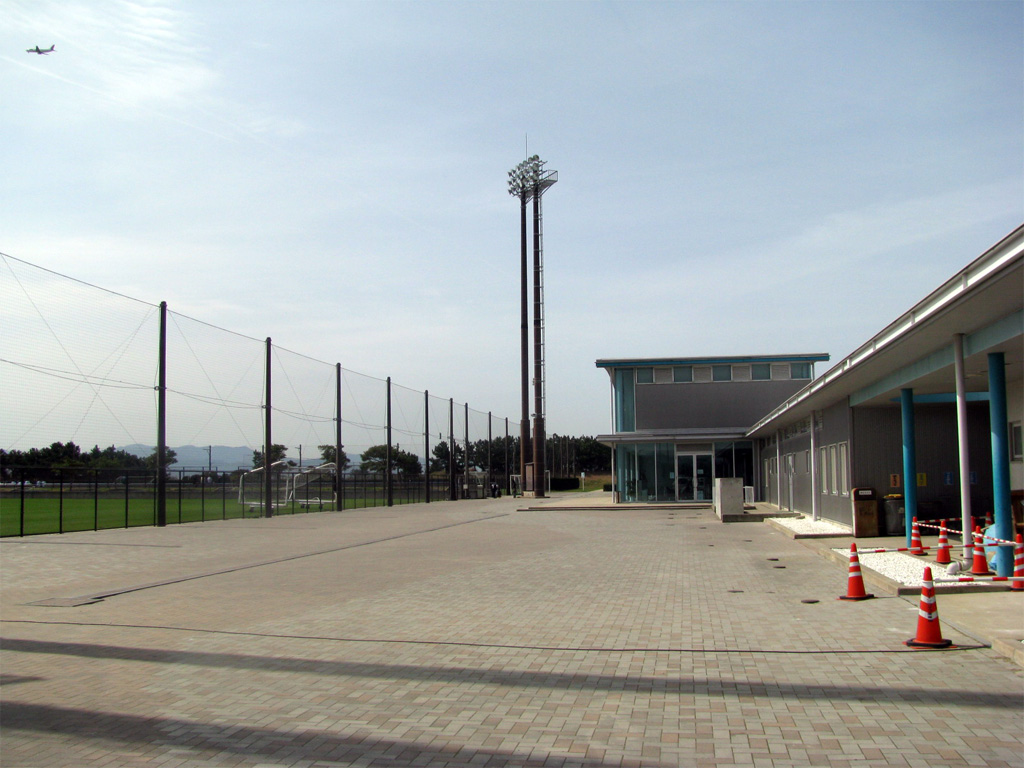
球技場前通路

## 交通
- JR 所要時間 約30分

博多駅より鹿児島本線で香椎駅乗り換え、香椎線で雁ノ巣駅下車徒歩約8分
- 西鉄バス 所要時間 約30〜60分

天神中央郵便局前バス停（18Aのりば）より西鉄バス（21、21A、21B、210）で雁の巣レクリエーションセンターバス停下車